# Cecilia Samartin
Cecilia Samartin, född 1961 i Havanna, är en kubansk-amerikansk författare och psykolog. Hon bor med sin man i USA.
Samartins första bok gavs ut i Holland 2004 med titeln Schaduwhart. Under namnet Ghost Heart gavs den året därpå ut i Storbritannien. De amerikanska förlagen fick snart upp ögonen för författaren och 2007 gavs debutboken ut i USA som Broken Paradise. 
Böckerna har legat på bästsäljarlistor världen över. I Norge har hon sålt i över 400 000 exemplar och har därmed gått om både Stieg Larsson och Dan Brown på bästsäljarlistorna. 
25 maj 2010 tilldelades Samartin The International Latino Book Award på bokmässan i New York. Hon fick priset för sin roman Salvadoreña (Vigil). Vinnaren utses bland alla författare med latinamerikansk bakgrund, som bor i USA. Cecilia Samartin använder sin egen kulturella bakgrund, som flykting från Castros Cuba, som utgångspunkt i sina romaner. 